# Enkhausen
Enkhausen is een plaats in de Duitse gemeente Sundern (Sauerland), deelstaat Noordrijn-Westfalen, en telt 738 inwoners.

## Geboren in Enkhausen
- Heinrich Lübke (1894-1972), tweede Bondspresident van Duitsland (1959-1969)

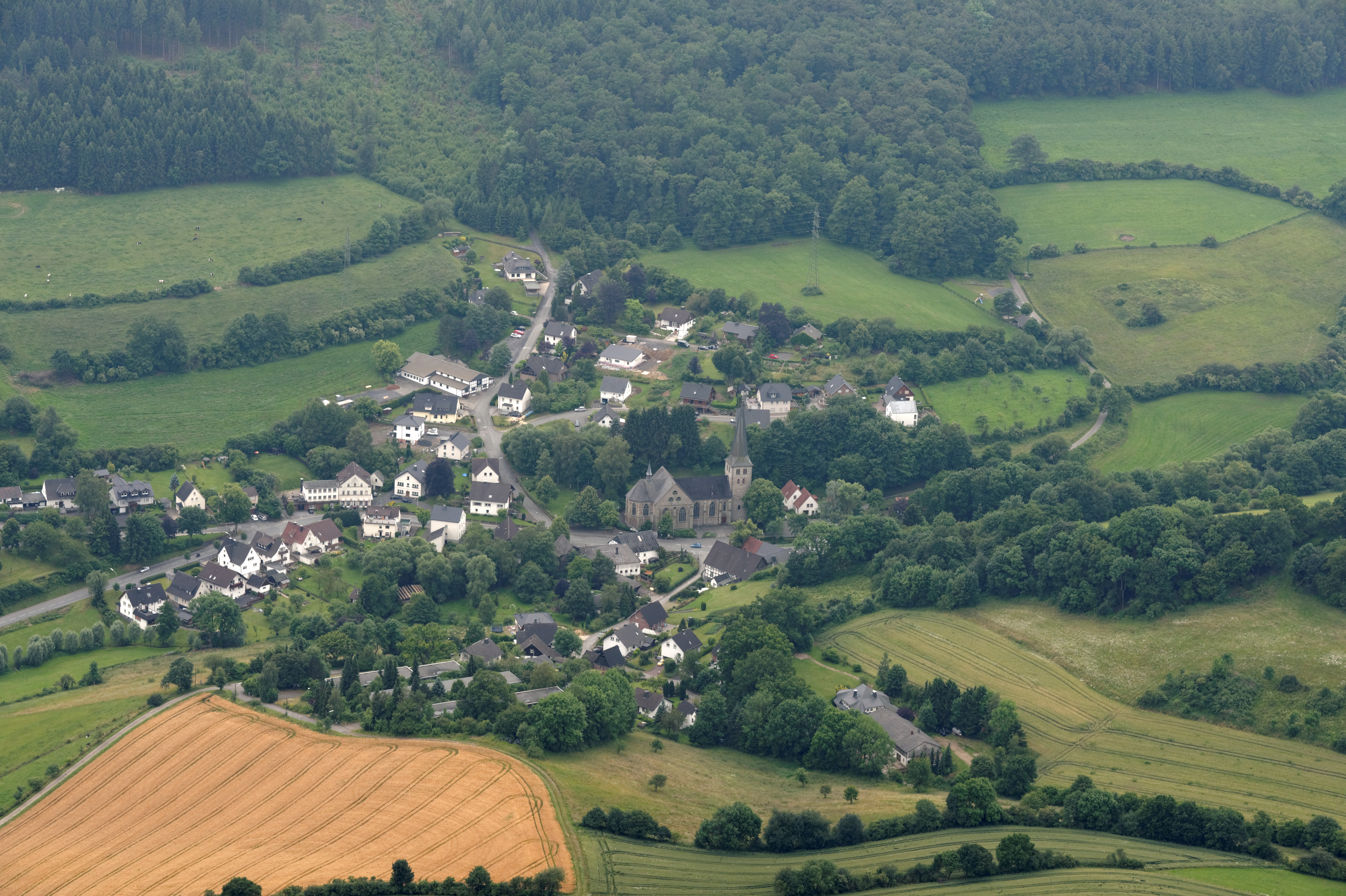
Gezicht op Enkhausen